# 社台スタリオンステーション
社台スタリオンステーション（しゃだいスタリオンステーション）とは、北海道勇払郡安平町（旧：早来町）早来源武にある種牡馬を繋養するための牧場である。運営会社は、有限会社社台コーポレーション。社台グループに属する。
北海道浦河郡浦河町野深にあった社台スタリオンステーション荻伏（おぎふし）もここで述べる。

## 概要
日本の競馬界を代表する実績を誇る、繋養種牡馬数・種付け数がともに多い牧場である。欧米諸国からの種牡馬（ノーザンテースト、リアルシャダイ、トニービン、サンデーサイレンスなど）の導入により、近年のトニービン旋風・サンデー（サンデーサイレンス）革命などをもたらした。

## 代表者
- 運営会社：有限会社社台コーポレーション
- 代表取締役 吉田照哉（社台ファーム代表）
- 代表取締役 吉田勝己（ノーザンファーム代表・ノーザンホースパーク代表取締役社長）
- 専務取締役 吉田晴哉（追分ファーム代表）

## 本場以外の施設・関連会社
- 白老ファーム（北海道白老郡白老町社台）
- 社台ホースクリニック（北海道苫小牧市植苗）
- 白老ファームYearling（北海道勇払郡安平町早来富岡）
- 白老ファーム登別分場(北海道登別市中登別町)

## 繋養種牡馬
- * は外国産種牡馬。
- （供用初年度 - 供用最終年）。

### 2025年繋養の種牡馬
（2025年種付料順）
- 2000万円 - キズナ（2016年 - ）
- 2000万円 - キタサンブラック（2018年 - ）
- 2000万円 - イクイノックス（2024年 - ）
- 1800万円 - コントレイル（2022年 - ）
- 1500万円 - スワーヴリチャード（2020年 - ）
- 1200万円 - エピファネイア（2016年 - ）
- 1000万円 - ロードカナロア（2014年 - ）
- 1000万円 - サートゥルナーリア （2021年 - ）
- 1000万円 - ドウデュース （2025年 - ）
- 1000万円 - * ナダル（2021年 - ）
- 0800万円 - モーリス（2017年 - ）
- 0500万円 - * ドレフォン（2018年 - ）
- 0500万円 - アドマイヤマーズ（2021年 - ）
- 0400万円 - ルーラーシップ（2013年 - ）
- 0400万円 - * ブリックスアンドモルタル （2020年 - ）
- 0400万円 - エフフォーリア（2023年 - ）
- 0350万円 - オルフェーヴル（2014年 - ）
- 0350万円 - シュネルマイスター（2024年 - ）
- 0300万円 - * シスキン（2021年 - ）
- 0250万円 - レイデオロ（2020年 - ）
- 0250万円 - ルヴァンスレーヴ（2021年 - ）
- 0250万円 - クリソベリル（2022年 - ）
- 0200万円 - イスラボニータ（2018年 - ）
- 0200万円 - * マインドユアビスケッツ（2019年 - ）
- 0200万円 - サリオス（2023年 - ）
- 0150万円 - サトノクラウン（2019年 - ）
- 0150万円 - ダノンキングリー（2022年 - ）
- 0150万円 - * ホットロッドチャーリー（2023年 - ）
- 0150万円 - グレナディアガーズ（2024年 - ）
- 00Private - * ハービンジャー（2011年 - ）
- 00Private - * ポエティックフレア （2022年 - ）

### 過去に繋養されていた種牡馬
（50音順）

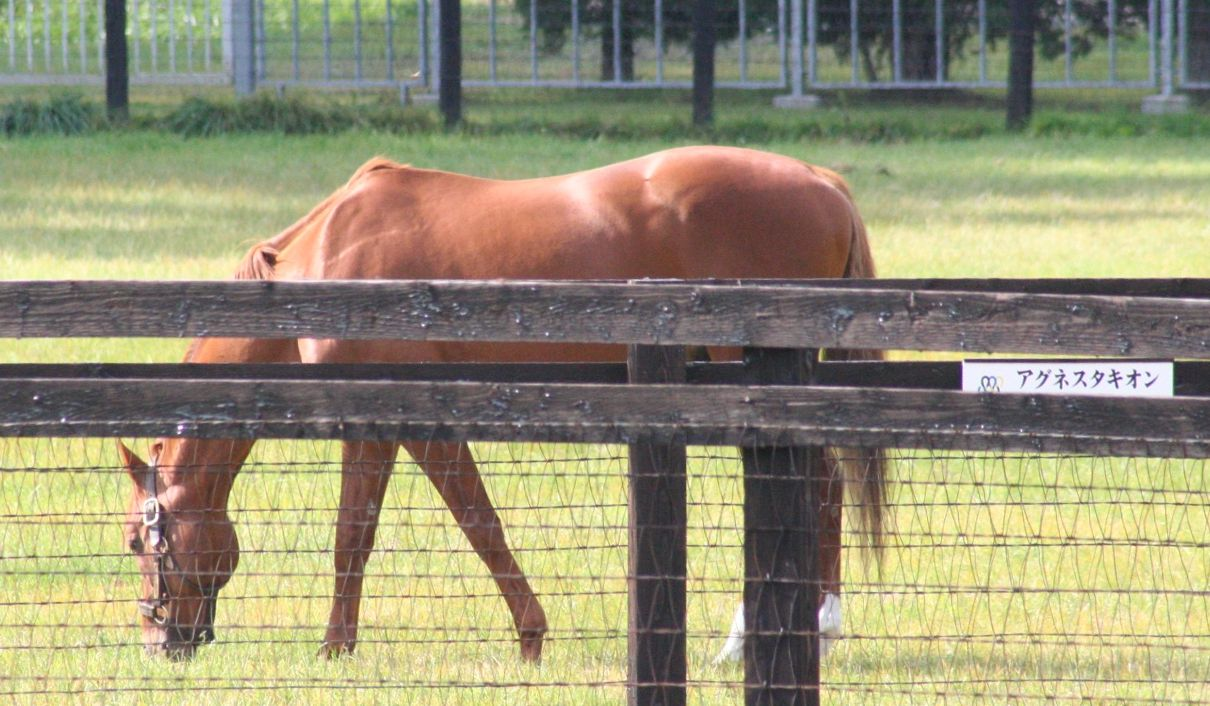
アグネスタキオン

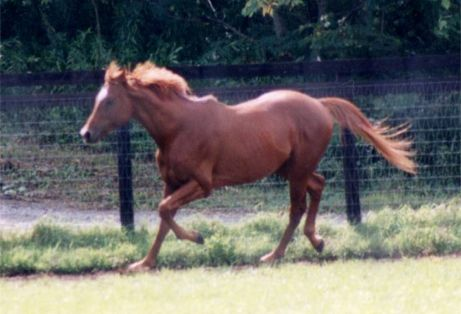
エアジハード

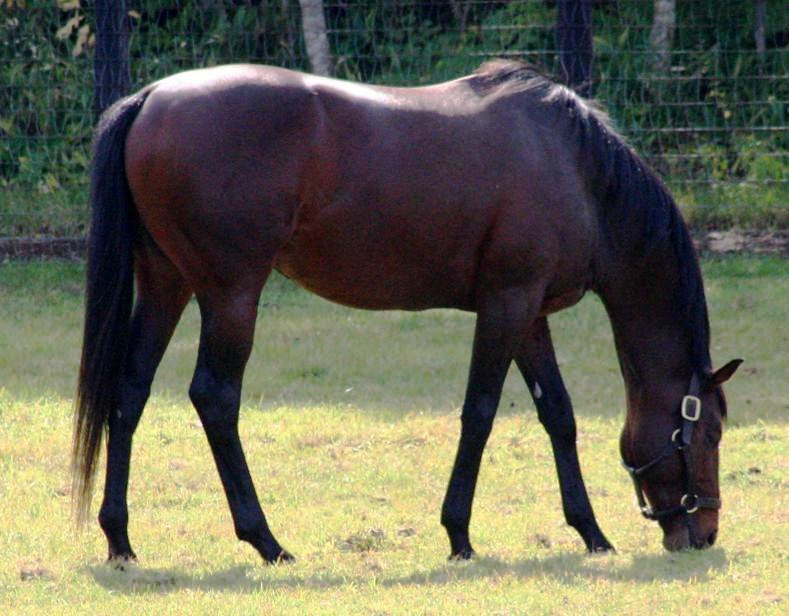
キングカメハメハ

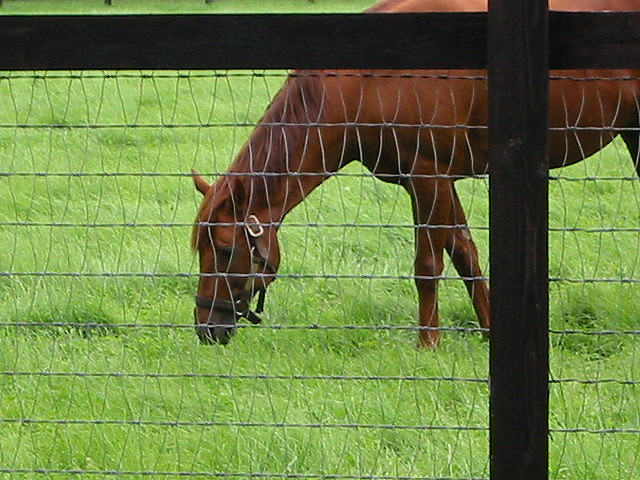
グラスワンダー

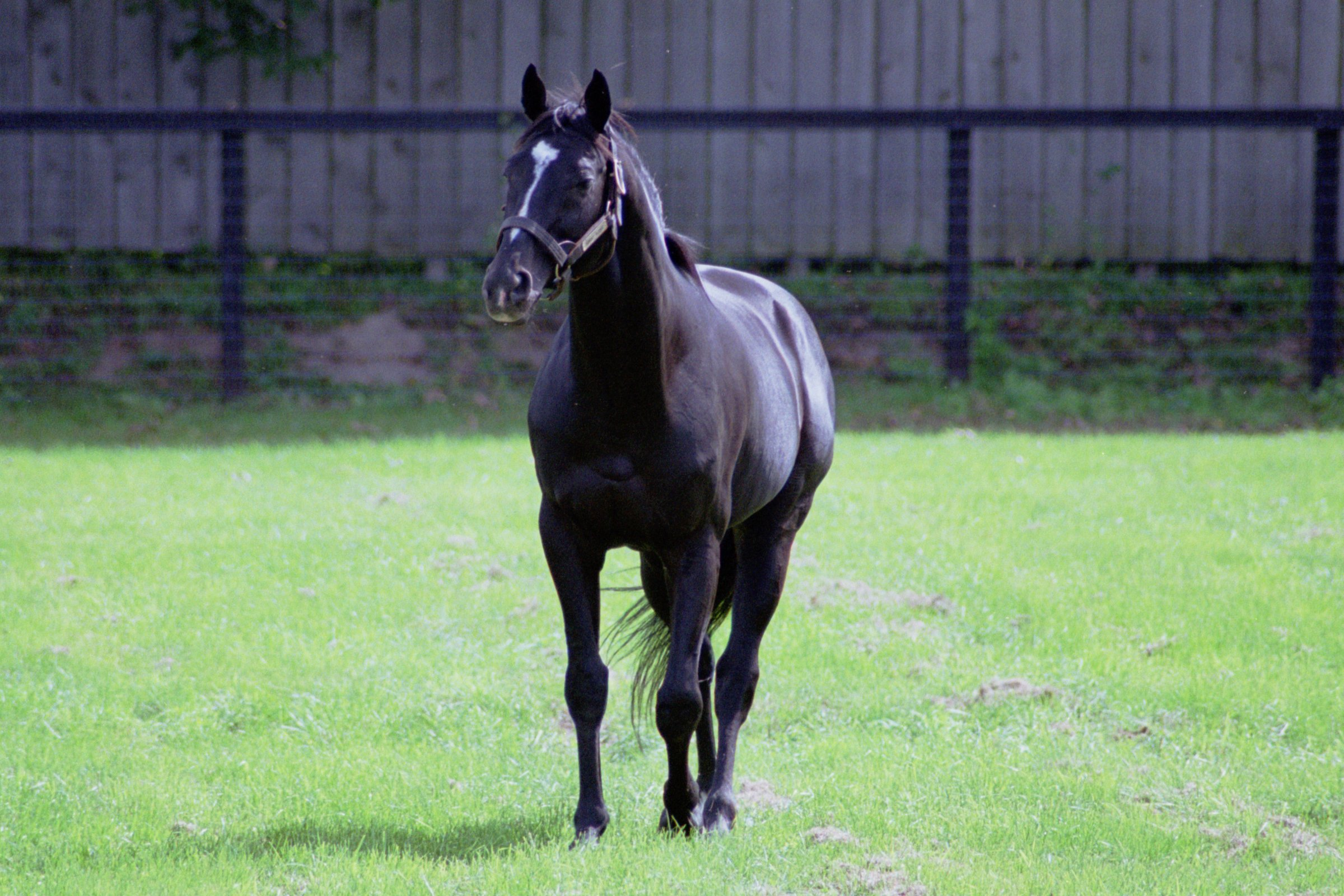
サンデーサイレンス

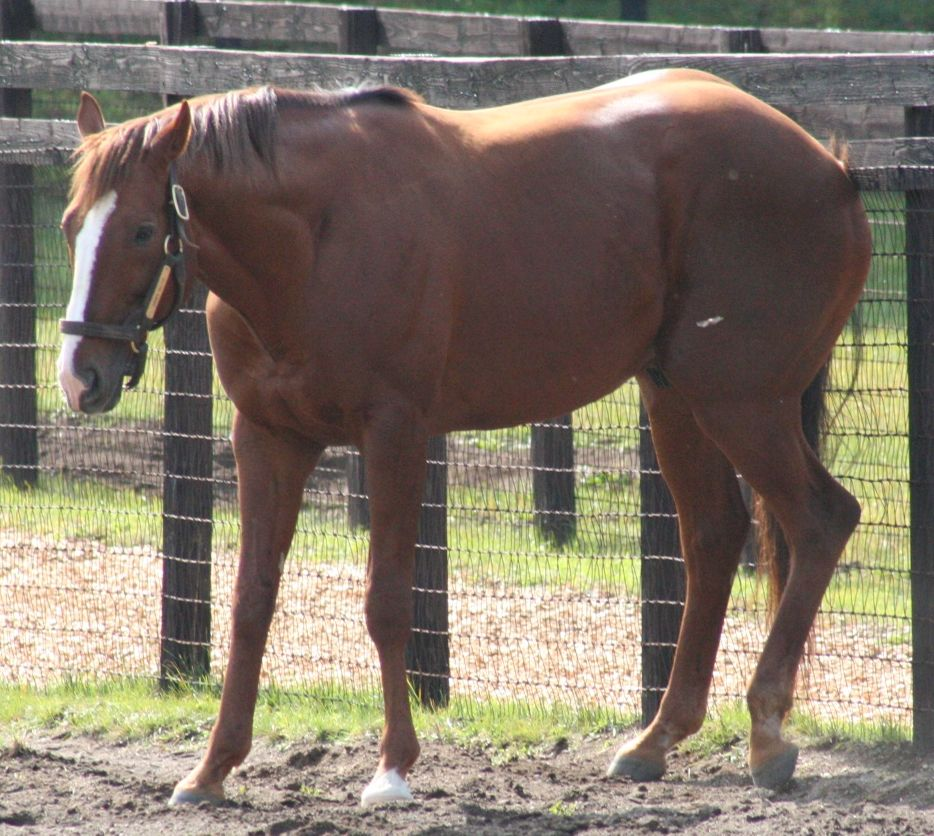
ダイワメジャー

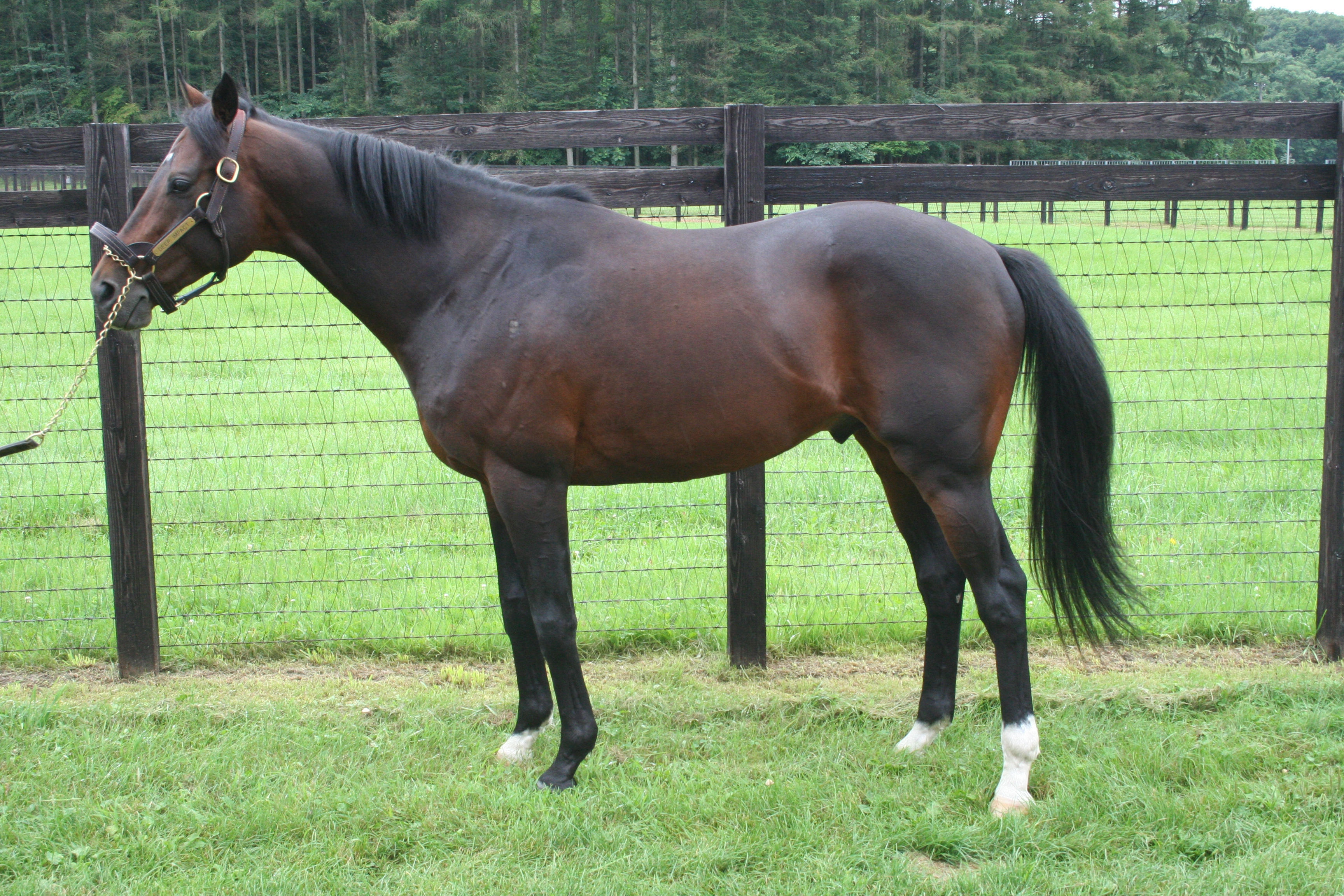
ディープインパクト

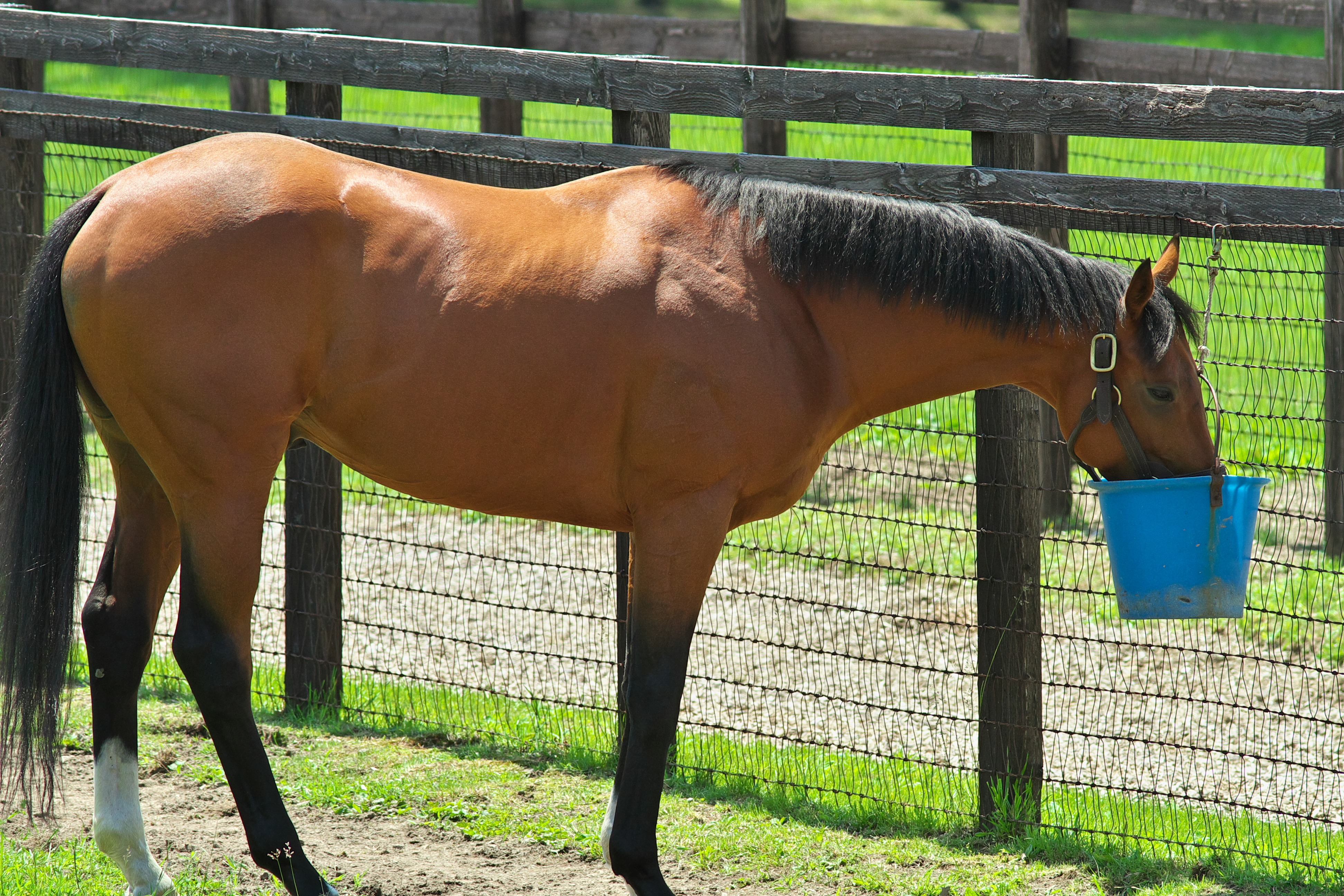
ディープブリランテ

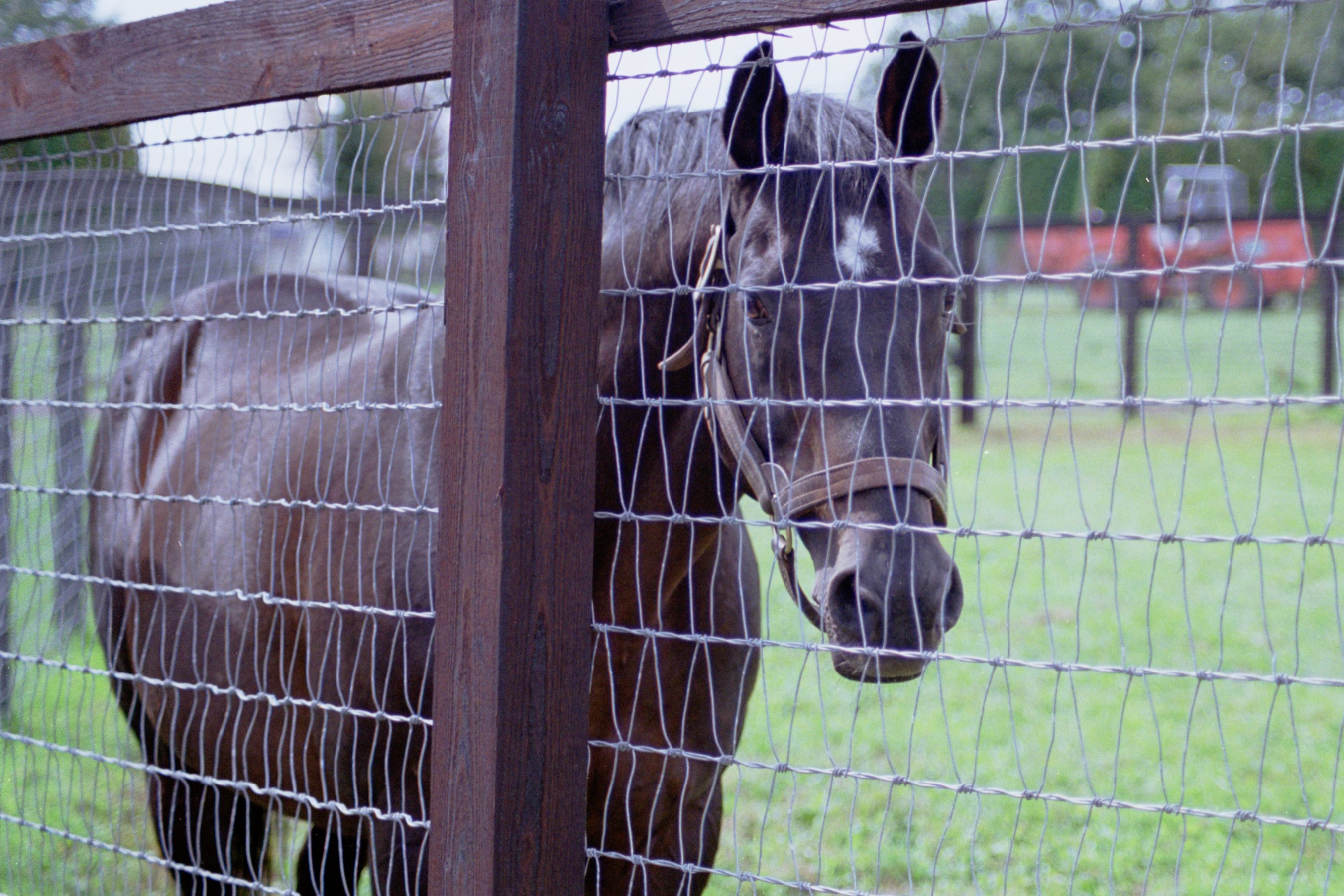
リアルシャダイ

- アグネスタキオン（2002年 - 2009年）
- アグネスワールド（2001年 - 2009年）
- アドマイヤコジーン（2003年 - 2010年）／レックススタッドへ移動
- アドマイヤジュピタ（2009年）
- アドマイヤドン（2006年 - 2010年）／韓国へ輸出
- アドマイヤベガ（2001年 - 2004年）
- アドマイヤメイン（2009年）／南アフリカへ輸出
- アレミロード
- ヴァーミリアン（2011年 - 2013年）／ブリーダーズ・スタリオン・ステーションへ移動
- ヴィクトリー（2010年 - 2014年[2]）
- ヴィクトワールピサ（2012年 - 2017年）／ブリーダーズ・スタリオン・ステーションへ移動[3]
- ウォーエンブレム（2003年 - 2015年）／アメリカへ輸出[4][5]
- エアジハード（2000年 - 2002年）／ブリーダーズ・スタリオン・ステーションへ移動
- エイシンフラッシュ（2014年 - 2018年）／レックススタッドへ移動
- エリシオ（1998年 - 2002年）／ブリーダーズ・スタリオン・ステーションへ移動
- エルコンドルパサー（2000年 - 2002年）
- エルセンタウロ
- エンドスウィープ（2000年 - 2002年）
- オンファイア（社台スタリオンステーション荻伏：2007年、社台スタリオンステーション：2007年）／優駿スタリオンステーションへ移動
- カーネギー（1996年 - 2002年）／オーストラリアへ輸出
- カジノドライヴ（2012年 - 2017年）
- ガレオン（社台スタリオンステーション荻伏：1994年 - ?）
- カンパニー（2010年 - 2014年）／ブリーダーズ・スタリオン・ステーションへ移動
- キャプテントゥーレ（2012年 - 2015年）／レックススタッドへ移動[6]
- キャロルハウス（1991年 - 1996年）／アイルランドへ輸出
- ギャロップダイナ（1987年 - 1996年）／十勝軽種馬農協種馬場へ移動
- キングカメハメハ（2005年 - 2019年）
- キンシャサノキセキ（2011年 - 2022年）
- グラスワンダー（2001年 - 2006年）／ブリーダーズ・スタリオン・ステーションへ移動
- グルームダンサー（フランスより輸入、1995年 - ?）
- クロフネ（2002年 - 2019年）
- ゴールデンフェザント（1993年 - ?）／レックススタッドへ移動
- ゴールドアリュール（2004年 - 2017年）[7]
- サクラバクシンオー（1995年 - 2011年）
- サッカーボーイ（1990年 - 1999年、2007年 - 2011年）
- ザッツザプレンティ（2006年）／レックススタッドへ移動
- サトノアラジン（2018年 - 2022年）／ブリーダーズ・スタリオン・ステーションへ移動
- サトノダイヤモンド（2019年 - 2023年）／ブリーダーズ・スタリオン・ステーションへ移動
- サマーサスピション（社台スタリオンステーション荻伏：1996年 - 2001年）／ニュージーランドへ輸出
- サンデーサイレンス（1991年 - 2002年）
- ジェイドロバリー（1991年 - 2003年）／レックススタッドへ移動
- ジェニュイン（1998年 - 1999年）／レックススタッドへ移動
- シックスセンス（2006年）／レックススタッドへ移動
- ジャスタウェイ（2015年 - 2020年）／ブリーダーズ・スタリオン・ステーションへ移動
- ジャッジアンジェルーチ
- シャフリヤール（2025年）[8]
- ジャングルポケット（2003年 - 2012年）／ブリーダーズ・スタリオン・ステーションへ移動
- シンボリクリスエス（2004年 - 2015年）／ブリーダーズ・スタリオン・ステーションへ移動[9]
- スウェプトオーヴァーボード
- スキーキャプテン（社台スタリオンステーション荻伏：1996年 - 2001年）／ニュージーランドへ輸出
- スクラムダイナ
- スタイヴァザント
- スニッツェル（2007年、2011年）
- スピルバーグ（2016年 - 2018年）／ブリーダーズ・スタリオン・ステーションへ移動
- スペシャルウィーク（2000年 - 2011年）／ブリーダーズ・スタリオン・ステーションへ移動
- スマートファルコン（2013年 - 2017年）／レックススタッドへ移動[10]
- スリルショー
- スルーオダイナ
- ゼンノロブロイ（2006年 - 2015年）／ブリーダーズ・スタリオン・ステーションへ移動[11]
- ソングオブウインド（社台スタリオンステーション荻伏：2007年、社台スタリオンステーション：2007年）／優駿スタリオンステーションへ移動
- タートルボウル（2013年 - 2017年）
- ターゴワイス
- ダイナマイトダディ（社台スタリオンステーション荻伏：1995年 - 2007年）
- ダイワメジャー（2008年 - 2023年）
- タニノギムレット（2003年 - 2013年）／レックススタッドへ移動
- タヤスツヨシ（1996年 - 2004年）／ブリーダーズ・スタリオン・ステーションへ移動
- ダノンシャンティ（2012年 - 2016年）／ビッグレッドファームへ移動[12]
- ダンスインザダーク（1997年 - 2011年、2015年 - 2016年）／2012年から2014年までブリーダーズ・スタリオン・ステーションで供用[13][14]
- チチカステナンゴ（2009年 - 2011年）
- ディヴァインライト（社台スタリオンステーション荻伏：2003年）／フランスへ輸出
- ディープインパクト（2007年 - 2019年）
- ディープブリランテ（2013年 - 2018年）／ブリーダーズ・スタリオン・ステーションへ移動
- ティンバーカントリー（1996年 - 2002年）／レックススタッドへ移動
- デュランダル（2006年 - 2010年）／ブリーダーズ・スタリオン・ステーションへ移動
- ドゥラメンテ（2017年 - 2021年）
- トウカイテイオー（1995年 - 2013年）
- ドクターデヴィアス（1993年 - 1996年）／イギリスへ輸出
- トニービン（1989年 - 2000年）
- ドリームウェル（2000年 - 2003年）／フランスへ輸出
- ドリームジャーニー（2012年 -2021年）
- トワイニング
- ナリタトップロード（2003年 - 2005年）
- ニゾン
- ニチドウアラシ
- ニューイヤーズデイ（2020年 - 2024年）／優駿スタリオンステーションへ移動
- ネオユニヴァース（2005年 - 2015年）／レックススタッドへ移動[15]
- ノヴェリスト（2014年 - 2020年）／レックススタッドへ移動
- ノーザンテースト（1975年 - 1999年）
- ハートレイク（1997年 - 1999年）
- ハイハット
- バチアー
- ハーツクライ（2007年 - 2020年）
- バトルライン
- パドスール
- バブルガムフェロー（1998年 - 2003年）／ブリーダーズ・スタリオン・ステーションへ移動
- バローネターフ
- ハンターコム
- ヒッティングアウェー
- ファルブラヴ（2004年 - 2014年[2]）
- フェノーメノ（2016年 - 2018年）／レックススタッドへ移動
- フサイチコンコルド（1998年 - 2004年）／ブリーダーズ・スタリオン・ステーションへ移動
- フサイチソニック（2001年 - 2003年）／レックススタッドへ移動
- フジキセキ（1995年 - 2015年）[16]
- ブラックホーク（2002年 - 2006年）／ブリーダーズ・スタリオン・ステーションへ移動
- フレンチグローリー（社台スタリオンステーション：1991年 - 1996年、社台スタリオンステーション荻伏：1997年 - 1998年）／フランスへ輸出
- フレンチデピュティ（2001年 - 2018年）
- ブロッコ
- ヘクタープロテクター（1992年 - 1997年、2001年）／レックススタッドへ移動
- ベストタイアップ（1997年 - 2006年）
- ベルシャザール（2015年 - 2016年）／ブリーダーズ・スタリオン・ステーションへ移動[17]
- ペンタイア
- ボアドグラース（1984年 - 1985年）[18]
- ホワイトマズル（1995年 - 2011年）／レックススタッドへ移動
- マイフラッシュ
- マリーノ
- マンハッタンカフェ（2003年 - 2015年）[19]
- ミスターシービー（1986年 - 1994年）／レックススタッドへ移動
- ミッキーアイル（2017年 - 2023年）／優駿スタリオンステーションへ移動
- ミュージックタイム（社台スタリオンステーション荻伏：1993年 - 1999年）
- メイショウサムソン（2009年 - 2013年）／イーストスタッドへ移動
- メジロマックイーン（社台スタリオンステーション：1994年 - 2003年、社台スタリオンステーション荻伏：2004年 - 2006年）
- モデルフール
- リアルインパクト（2016年 - 2020年）／優駿スタリオンステーションへ移動
- リアルシャダイ（1984年 - 2000年）
- リアルスティール（2019年 - 2023年）／ブリーダーズ・スタリオン・ステーションへ移動
- リーチザクラウン（2017年 - 2020年）／アロースタッドへ移動
- リファーズウィッシュ
- リンカーン（2007年 - 2012年）
- レイズアボーイ[20]
- レッドファルクス（2019年 - 2022年）／レックススタッドへ移動
- ローエングリン（2008年 - 2009年）／レックススタッドへ移動
- ロゴタイプ（2018年 - 2022年）／レックススタッドへ移動
- ロサード（社台スタリオンステーション荻伏：2004年 - 2006年）／ビッグレッドファームへ移動
- ワークフォース（2012年 - 2016年）／アイルランドへ輸出[21]
- ワージブ[22]（1996年 - 1999年）

## 墓
牧場敷地内の高台にサンデーサイレンスやノーザンテーストなど過去の種牡馬が埋葬されている。なおディープインパクト・キングカメハメハ・クロフネ・トウカイテイオーの4頭は一般展示期間中に訪問可能な場所に埋葬されている。